# Пагода

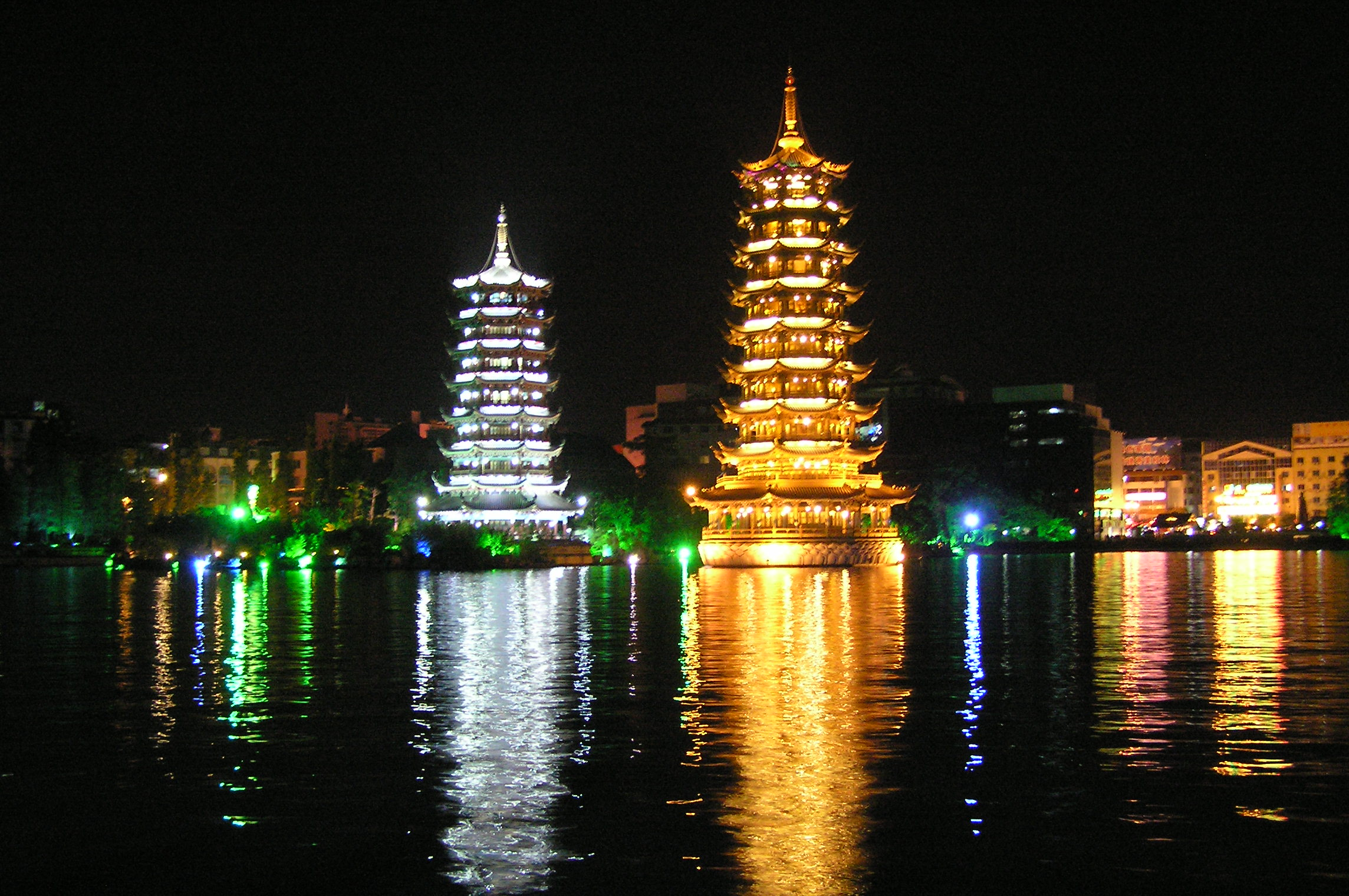
Китайские пагоды на реке Лицзян (Гуйлинь)

Па́года  — буддистское, индуистское или даосcкое сооружение культового характера. В разных странах к пагодам относят разные типы сооружений.
В Таиланде, Мьянме, Шри-Ланке, Лаосе, Камбодже, Корее пагодами называют буддийские ступы, зачастую являющиеся хранилищами священных предметов или мемориальными комплексами.
В Непале, северной Индии, Тибете, Китае, Японии, во Вьетнаме, в Индонезии, а также в западных странах пагодами называют многоярусные башни, используемые как храмы.
Считается, что первые пагоды такого рода появились в Непале, после чего непальские архитекторы распространили пагоды по всему Дальнему Востоку. Прототипом непальской пагоды является буддийская ступа, которая в странах буддизма тхеравады до сих пор называется пагодой, в других странах пагоды и ступы отличают друг от друга. В Непале в форме пагоды строят индуистские храмы.
Об архитектуре пагоды пишет Т. Григорьева в книге «Японская художественная традиция»: «В архитектуре пагоды запечатлён принцип цикличности, круговращения по спирали, который является универсальным для Дальнего Востока, который можно обнаружить и в храмовой архитектуре, и в классических повестях, и в знаменитых поэтических антологиях, и в структуре отдельного стихотворения, потому что таков принцип видения мира».

## Знаменитые пагоды

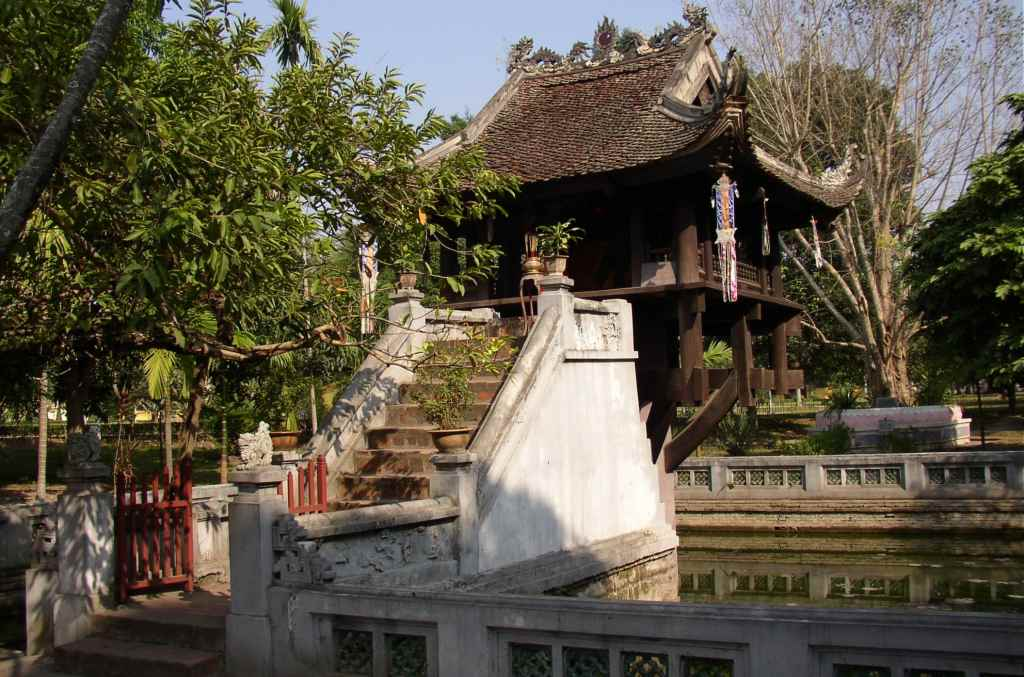
Одноколонная пагода в Ханое
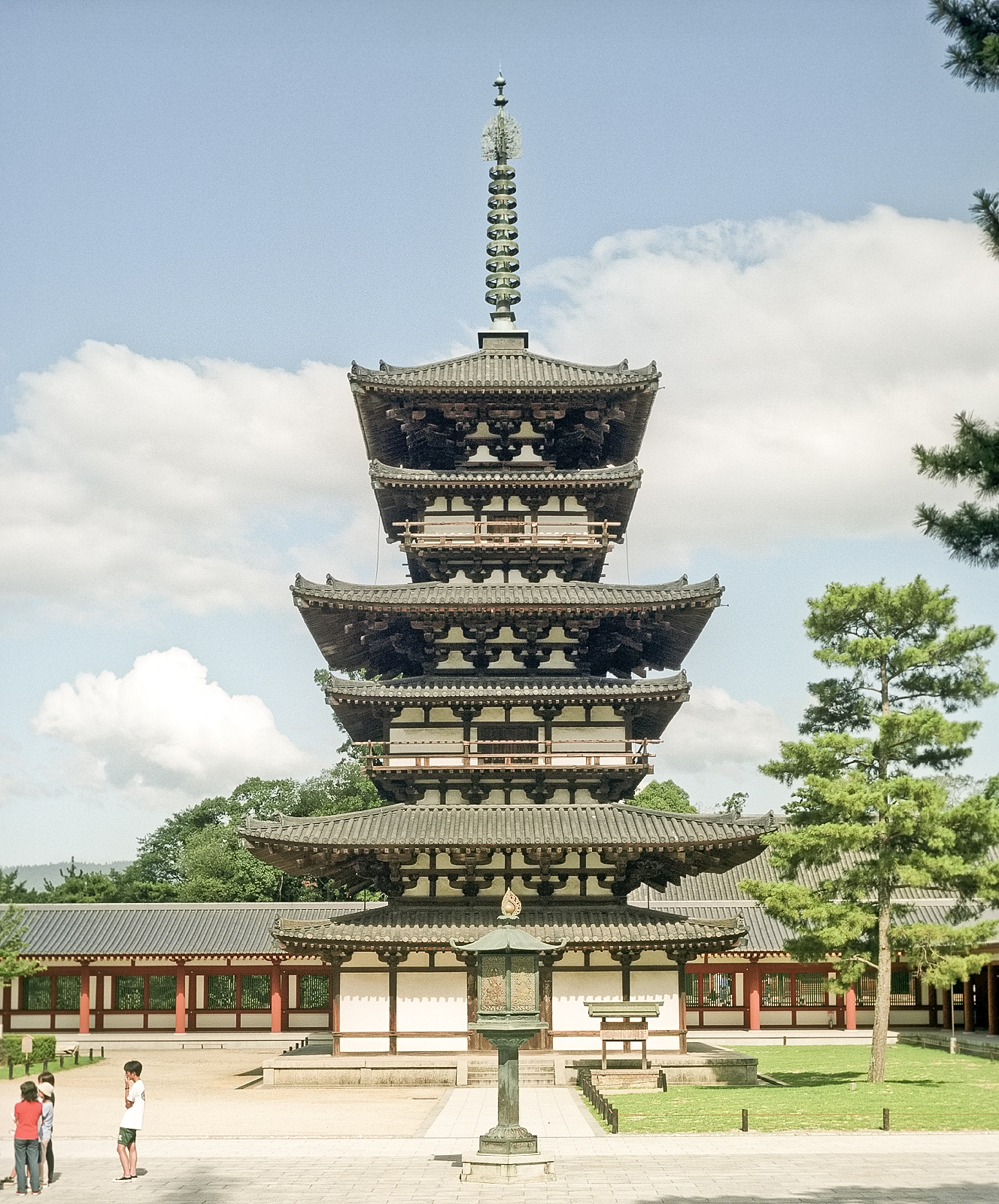
Пагода Якусидзи около города Нара (Япония)
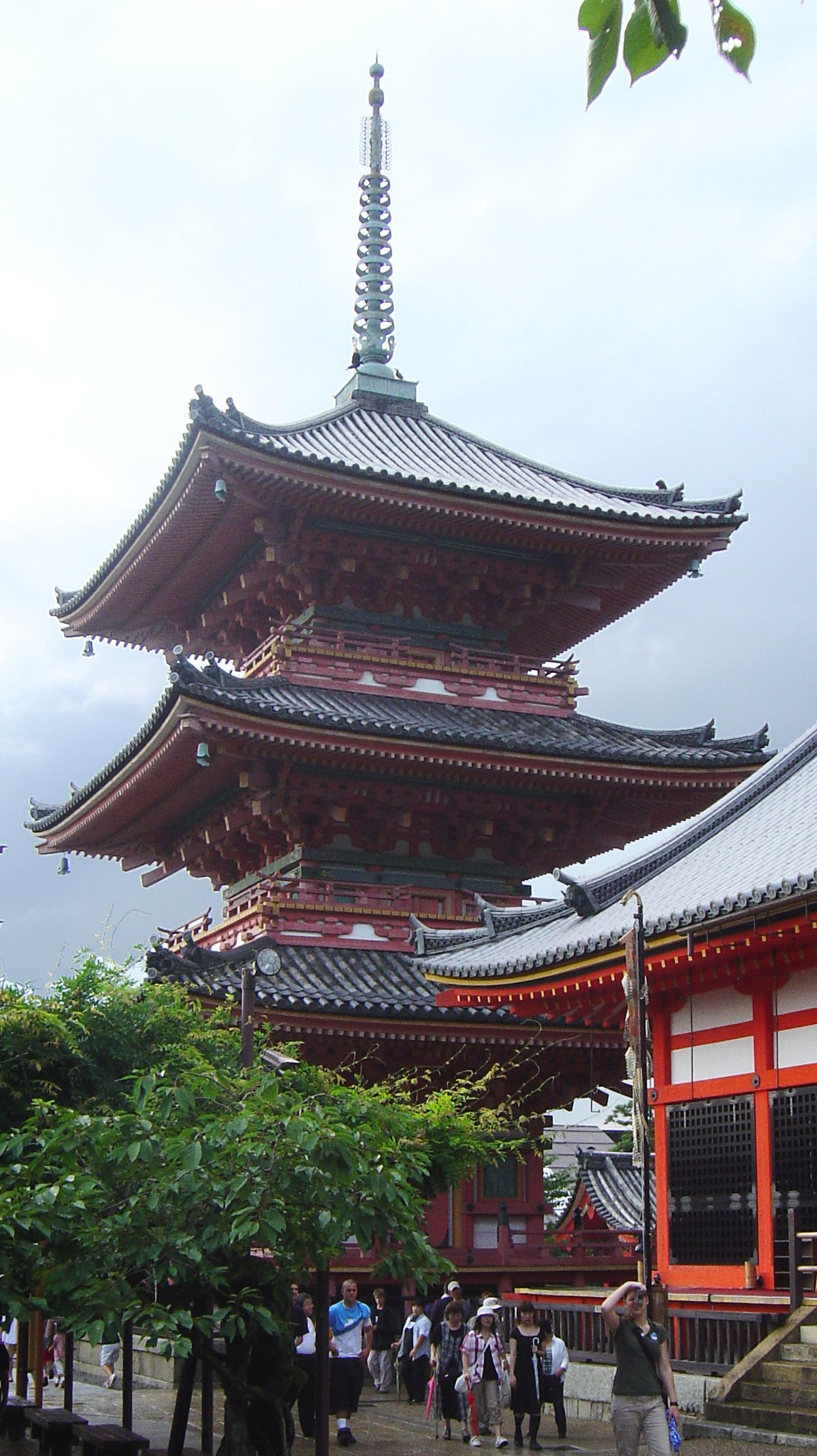
Пагода в храме Киёмидзу-дэра в Киото (Япония)
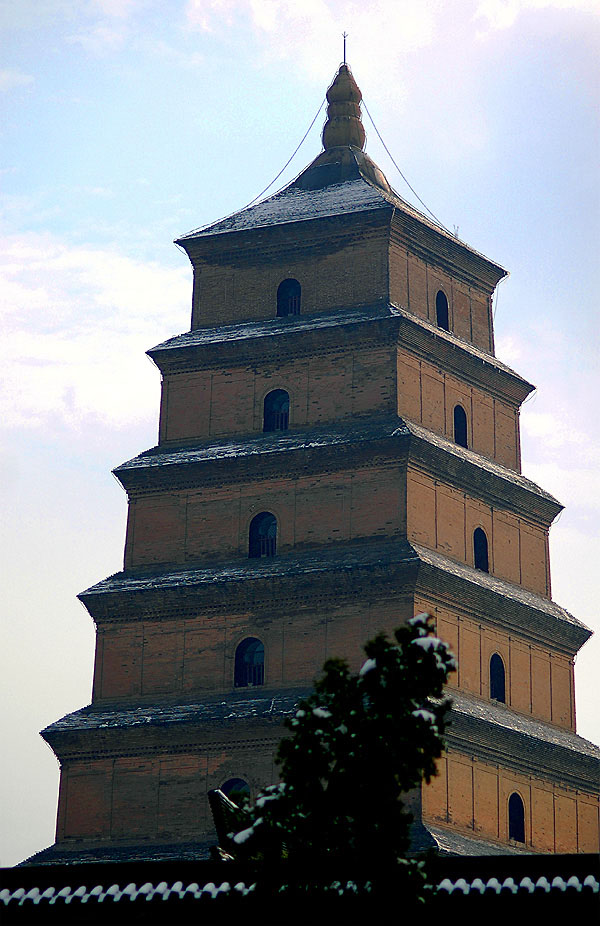
Большая пагода диких гусей в Сиане (Китай)
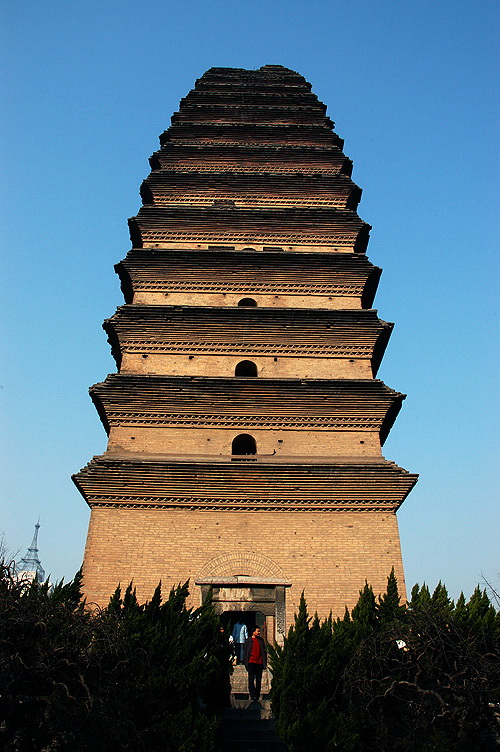
Малая пагода диких гусей в Сиане (Китай)
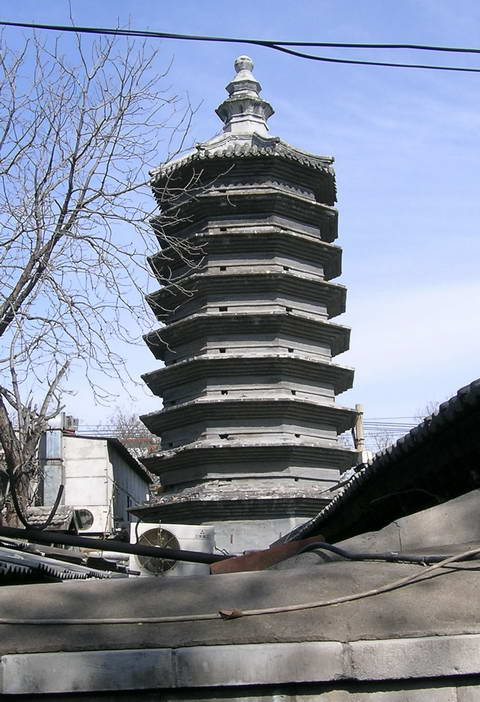
Пагода Ваньсун в Пекине
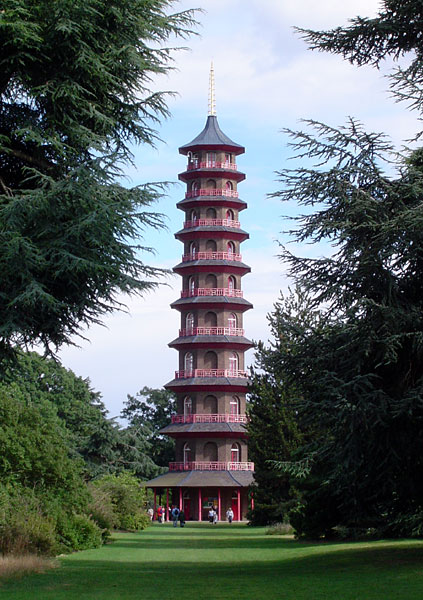
Большая пагода в Лондоне. Королевские ботанические сады Кью. 1761—1762. Архитектор У. Чеймберс
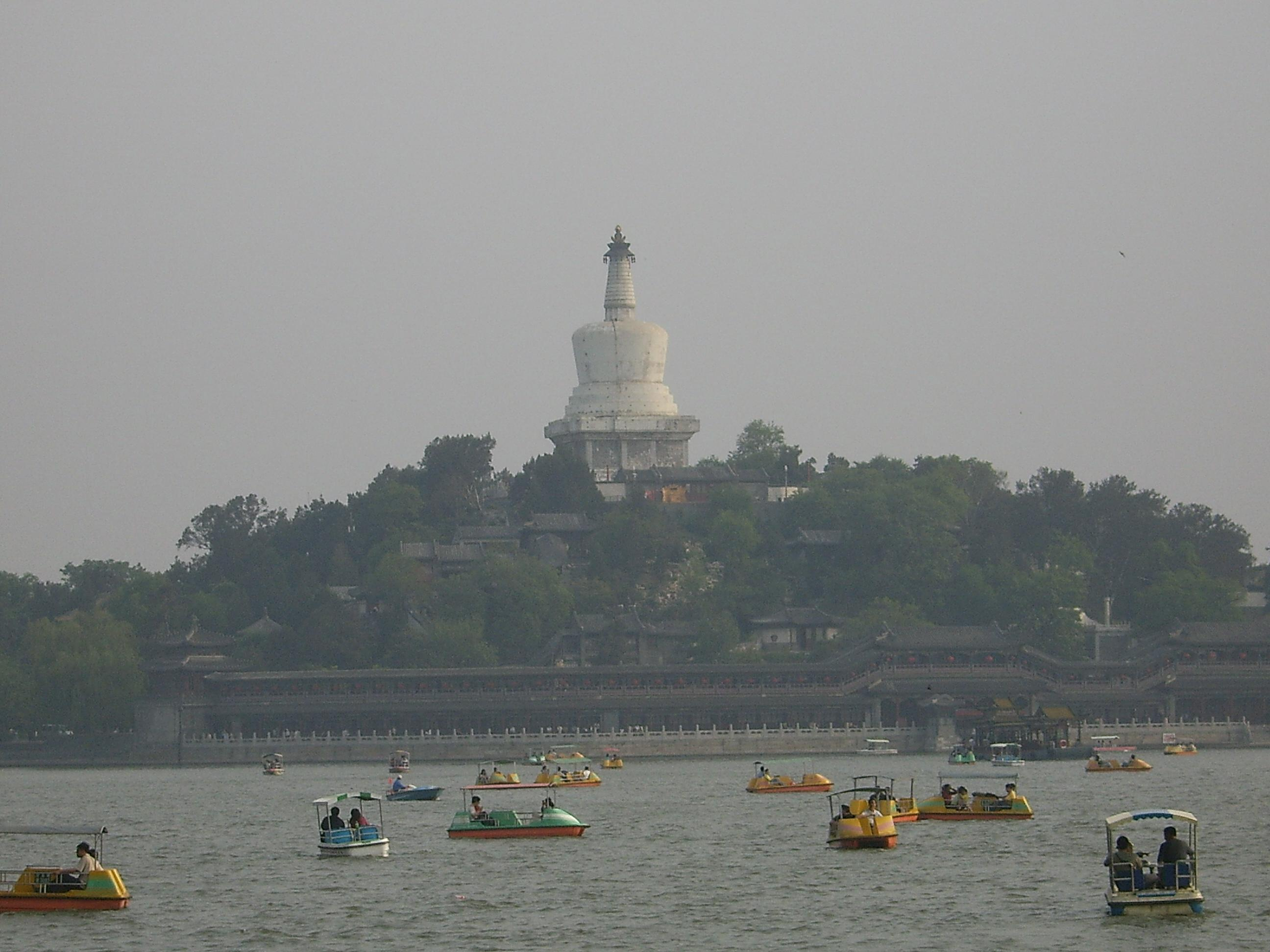
Белая пагода в Пекине
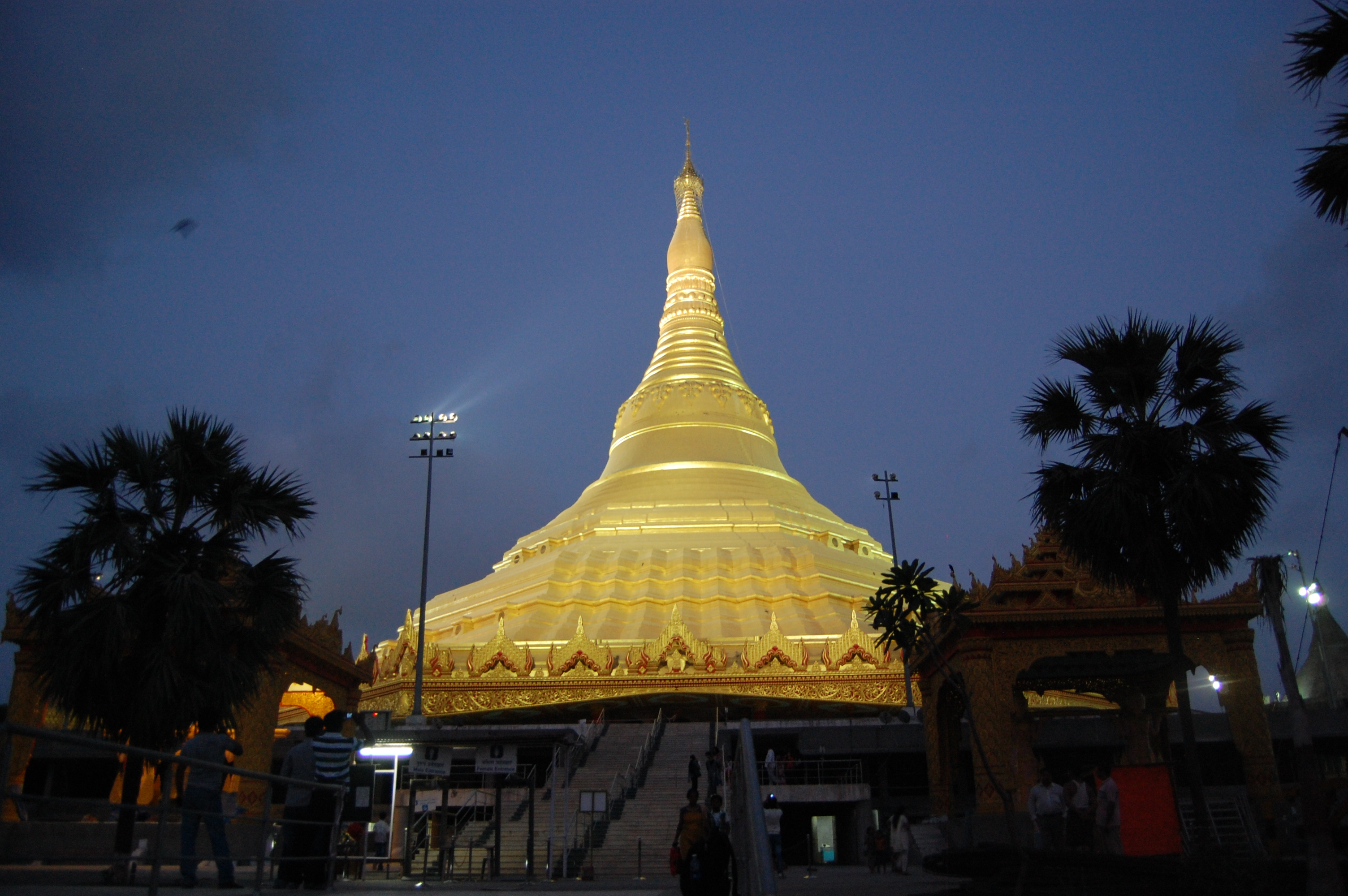
Пагода мировой випассаны в Мумбаи (Индия)
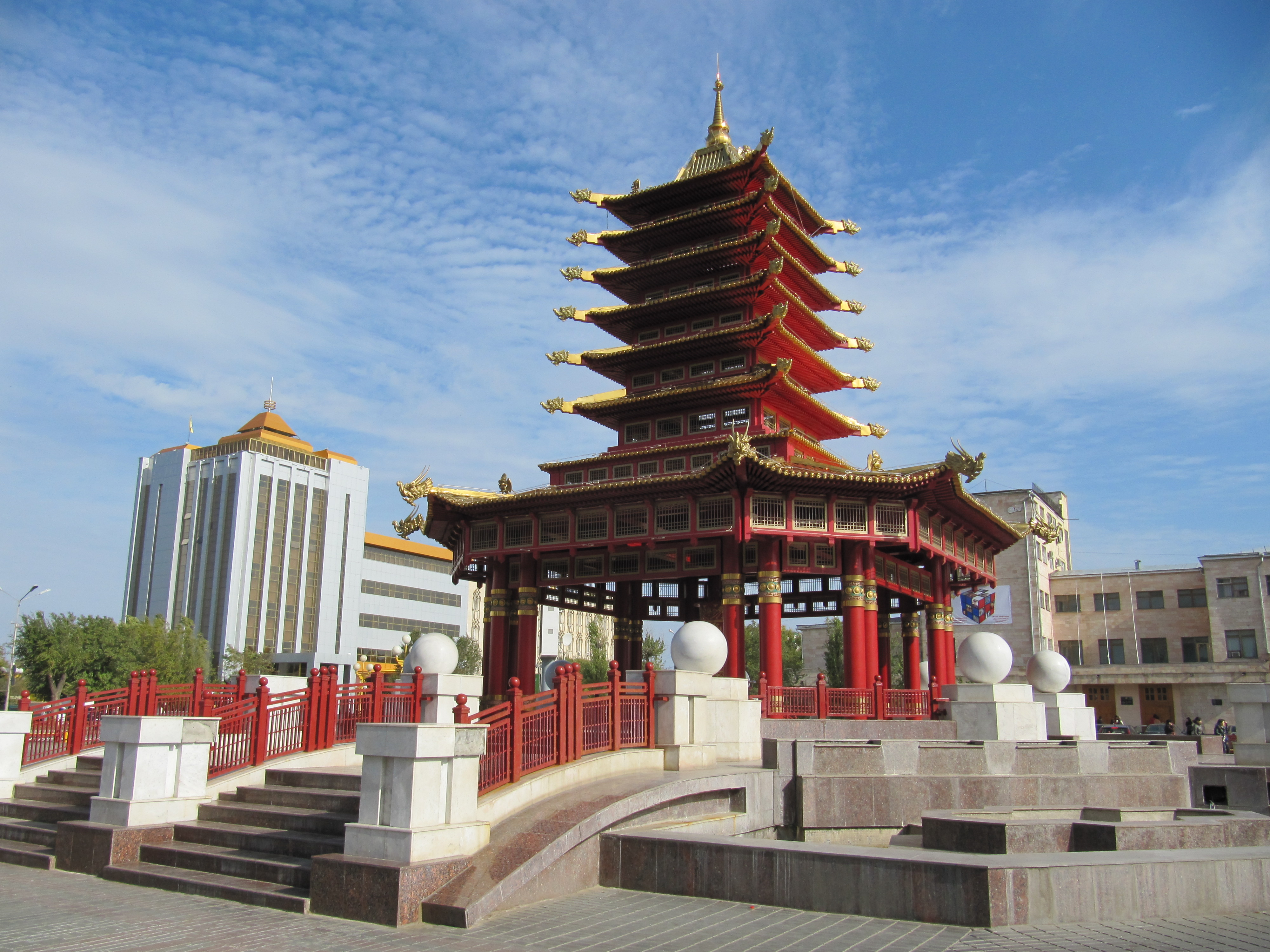
Пагода Семи Дней, Элиста (Калмыкия)
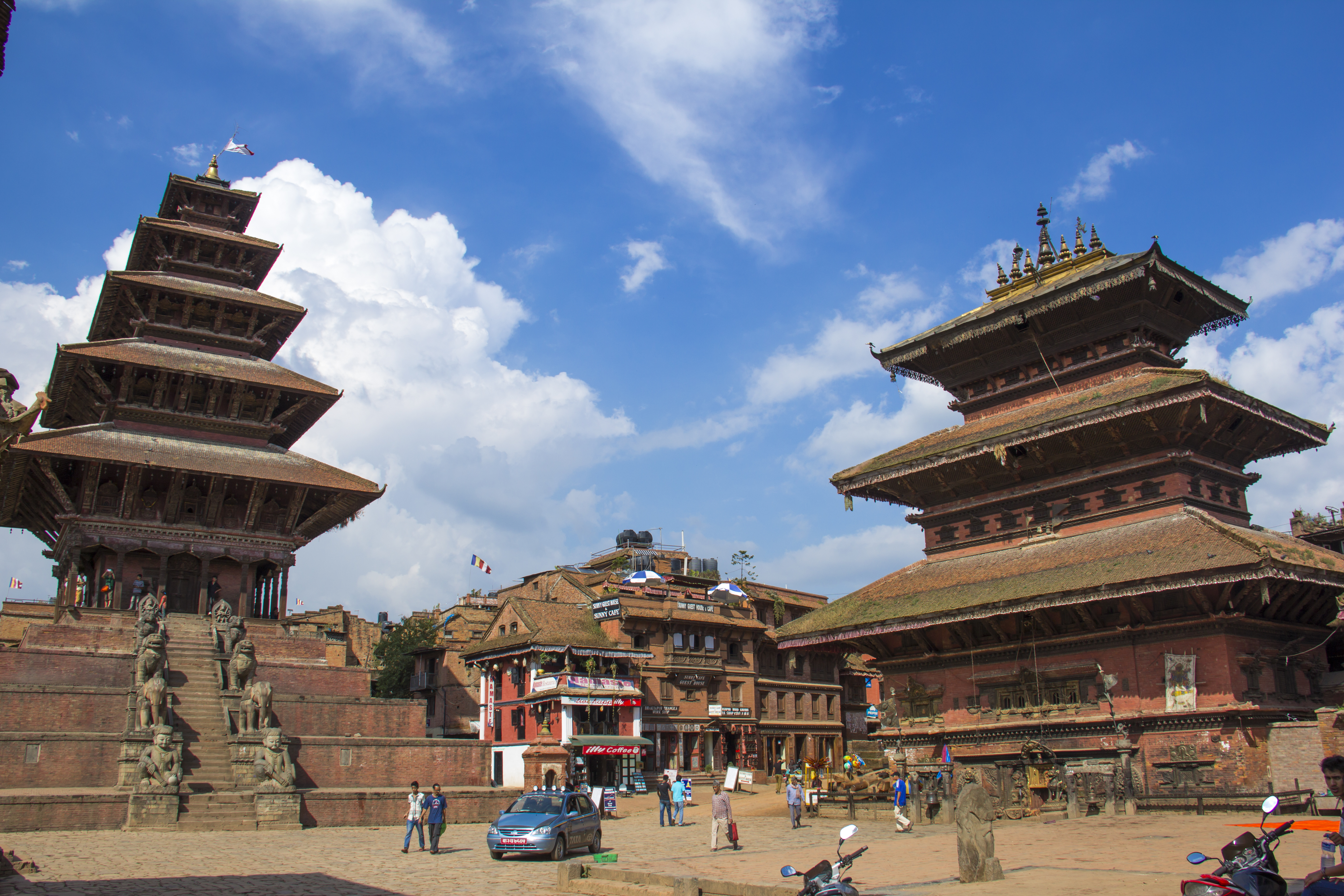
Индуистские пагоды Сиддхи-Лакшми и Бхайравы в Бхактапуре (Непал)
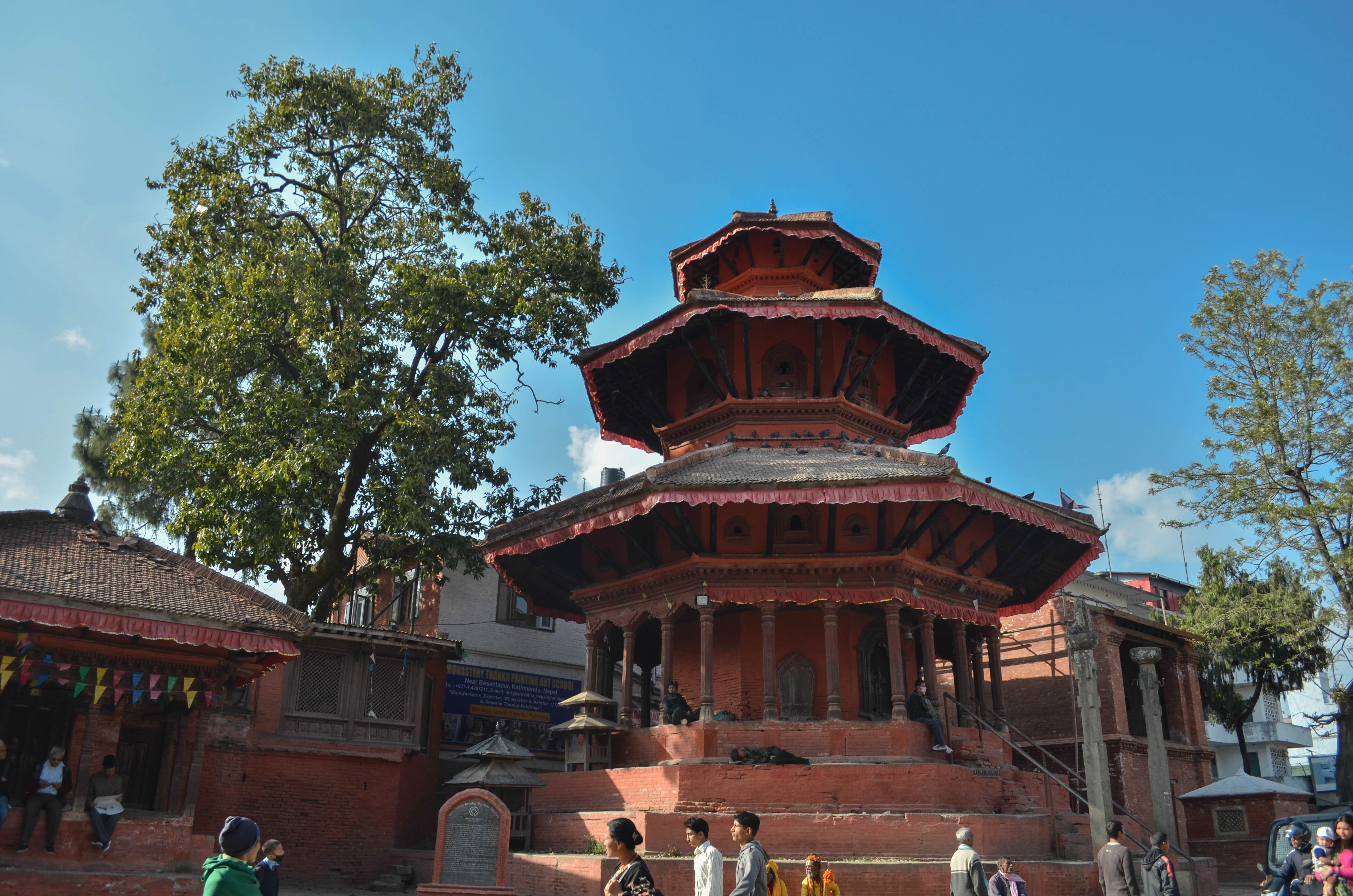
Пагода храма Кришны в Катманду (Непал)